# Shavez Hart
Shavez Hart (ur. 6 września 1992 w Coopers Town, zm. 3 września 2022 tamże) – bahamski lekkoatleta specjalizujący się w biegach sprinterskich.
W 2011 sięgnął po dwa brązowe medale mistrzostw panamerykańskich juniorów. Dwa lata później zdobył złoto w sztafecie 4 × 100 metrów oraz zajął 4. miejsce w biegu na 100 metrów podczas czempionatu Ameryki Środkowej i Karaibów. Uczestnik mistrzostw świata w Moskwie (2013). W 2016 wszedł w skład bahamskiej sztafety 4 × 400 metrów, która zdobyła srebrny medal halowych mistrzostw świata. Medalista mistrzostw Bahamów, NCAA oraz CARIFTA Games.

## Osiągnięcia
| Rok  | Impreza                                  | Miejsce        | Konkurencja             | Lokata               | Wynik   |
| ---- | ---------------------------------------- | -------------- | ----------------------- | -------------------- | ------- |
| 2011 | Mistrzostwa panamerykańskie juniorów     | Miramar        | sztafeta 4 × 100 metrów | 3. miejsce           | 40,26   |
| 2011 | Mistrzostwa panamerykańskie juniorów     | Miramar        | sztafeta 4 × 400 metrów | 3. miejsce           | 3:14,96 |
| 2013 | Mistrzostwa Ameryki Środkowej i Karaibów | Morelia        | bieg na 100 metrów      | 4. miejsce           | 10,23   |
| 2013 | Mistrzostwa Ameryki Środkowej i Karaibów | Morelia        | sztafeta 4 × 100 metrów | 1. miejsce           | 38,77   |
| 2013 | Mistrzostwa świata                       | Moskwa         | bieg na 100 metrów      | eliminacje           | 10,36   |
| 2013 | Mistrzostwa świata                       | Moskwa         | sztafeta 4 × 100 metrów | eliminacje           | 38,70   |
| 2014 | Igrzyska Wspólnoty Narodów               | Glasgow        | bieg na 100 metrów      | półfinał             | 10,29   |
| 2014 | Igrzyska Wspólnoty Narodów               | Glasgow        | sztafeta 4 × 100 metrów | 5. miejsce           | 39,16   |
| 2015 | Igrzyska panamerykańskie                 | Toronto        | bieg na 100 metrów      | półfinał             | 10,18w  |
| 2015 | Mistrzostwa świata                       | Pekin          | sztafeta 4 × 100 metrów | eliminacje           | 38,96   |
| 2016 | Halowe mistrzostwa świata                | Portland       | sztafeta 4 × 400 metrów | 2. miejsce           | 3:04,75 |
| 2016 | Igrzyska olimpijskie                     | Rio de Janeiro | bieg na 100 metrów      | eliminacje           | 10,28   |
| 2016 | Igrzyska olimpijskie                     | Rio de Janeiro | bieg na 200 metrów      | eliminacje           | 20,74   |
| 2017 | IAAF World Relays                        | Nassau         | sztafeta 4 × 100 metrów | 3. miejsce (Finał B) | 39,18   |
| 2017 | IAAF World Relays                        | Nassau         | sztafeta 4 × 200 metrów | 5. miejsce           | 1:22,36 |
| 2017 | Mistrzostwa świata                       | Londyn         | sztafeta 4 × 100 metrów | –                    | DQ      |

## Rekordy życiowe
- Bieg na 60 metrów (hala) – 6,60 (2017)
- Bieg na 100 metrów – 10,10 (2015) / 10,08w (2013)
- Bieg na 200 metrów (stadion) – 20,23 (2015)
- Bieg na 200 metrów (hala) – 20,57 (2015)

1 sierpnia 2014 bahamska sztafeta 4 × 100 metrów w składzie Adrian Griffith, Warren Fraser, Shavez Hart i Teray Smith ustanowiła aktualny rekord kraju na tym dystansie – 38,52.